# Чарлі Девіс
Чарльз Десмонд (Чарлі) Девіс (англ. Charles Desmond "Charlie" Davies; 25 червня 1986, Манчестер, Нью-Гемпшир, США) — американський футболіст, нападник.

## Клубна кар'єра
У футбол Девіса привів його батько, виходець з Гамбії, Кофі Девіс. Він відвідував школу Брукс у Норт-Андовері, штат Массачусетс, яку закінчив у 2004 році. За цей час він забив 29 та 30 голів у молодших і старших сезонах, відповідно. Після цього він грав за Бостонський коледж протягом трьох років. В останньому сезоні, Девіс відзначився 15 разів в 16 іграх. Під час навчання в коледжі він також грав за клуб «Вестчестер Флеймс»  у Premier Development League.
Девіс був на перегляді в «Аяксі», однак свій перший професійний контракт підписав зі шведським «Гаммарбю» в грудні 2006 року. Свій перший гол за шведський клуб Чарлі забив 24 червня 2007 року в Кубку Інтертото у ворота «Клаксвіка». У сезоні 2008 Девіс став ключовим гравцем команди, відзначившись 15 голами у 27 матчах.

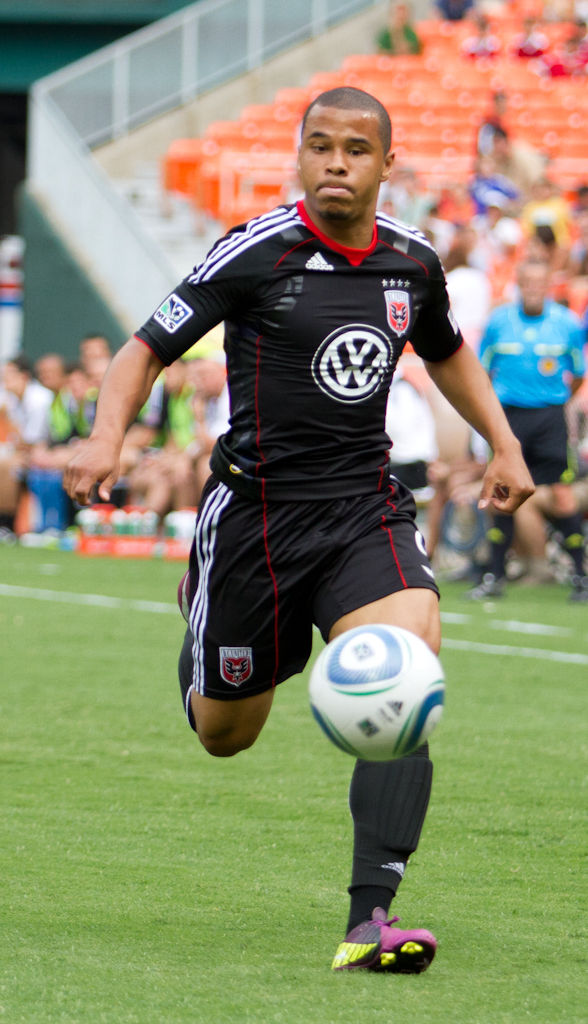
Чарлі Девіс під час виступів за «Ді Сі Юнайтед». 25 червня 2011 року.

10 липня 2009 року Девіс перейшов у «Сошо». У чемпіонаті Франції сезону 2009/10 він встиг зіграти у 8 матчах і забити 2 голи. 13 жовтня 2009 року Девіс потрапив в автомобільну аварію, в результаті якої отримав важкі травми, і пропустив більше 15 місяців.
У лютому 2011 року Девіс перейшов в клуб MLS «Ді Сі Юнайтед» на правах оренди, розраховану на сезон. У першому ж матчі за клуб, у грі проти «Коламбус Крю» 19 березня, він відзначився дублем, вийшовши на заміну на 52-й хвилині. 24 червня він був оштрафований на $1000 за симуляцію у матчі з «Реал Солт-Лейк». У 26 матчах сезону 2011 Девіс забив 11 голів, велика частина з яких припала на першу половину сезону. 1 грудня «Ді Сі Юнайтед» оголосили про те, що не будуть активувати опцію викупу гравця, зазначену в договорі оренди.
По поверненню в «Сошо» Девіс взяв участь у двох матчах, в яких провів на полі в сумі 25 хвилин, голів не забивав. По закінченню сезону 2011/12 його контракт з клубом був припинений за взаємною згодою сторін.
Влітку 2012 року Девіс підписав дворічний контракт з клубом данської Суперліги «Раннерс». Дебютував за «коней» він 22 липня в матчі проти «Оденсе».
8 серпня 2013 року Девіс був орендований в «Нью-Інгленд Революшн» на залишок сезону MLS 2013. За новий клуб він дебютував 17 серпня в матчі проти «Чикаго Файр». На початку 2014 року контракт Девіса і «Раннерс» був припинений за взаємною згодою, і гравець перейшов в стан «Нью-Інгленд Революшн» на постійній основі. Перший гол за «ревс» він забив 2 серпня 2014 року у ворота «Нью-Йорк Ред Буллз».
На початку серпня 2016 року Девіс був обміняний в «Філадельфія Юніон». Він дебютував за новий клуб 6 серпня в матчі проти «Ді Сі Юнайтед». E 2017 hjws недовго на правах оренди грав за «Бетлегем Стіл» з USL.

## Міжнародна кар'єра
Девіс потрапив у попередню заявку молодіжної збірної США на Чемпіонат світу серед молодіжних команд 2005 року, але залишився поза фінального складу. У тому ж році в складі молодіжної збірної він брав участь у Молочному кубку. У фінальному матчі кубка, в якому американці обіграли молодіжну збірну Північної Ірландії з рахунком 4:1, він відзначився хет-триком, а за підсумками турніру був визнаний найціннішим гравцем.
У складі олімпійської збірної США Девіс брав участь у футбольному турнірі Олімпіади 2008. На турнірі він зіграв в одному матчі, вийшовши на заміну в грі проти збірної Нігерії.
Дебют Девіса за національну збірну США відбувся 2 червня 2007 року в товариській грі зі збірною Китаю. Влітку того ж року він потрапив до складу збірної на Кубок Америки 2007 року, де вийшов на поле в одному матчі. Перший гол за збірну він забив 15 жовтня 2008 року у відбірковому матчі до чемпіонату світу 2010 року проти збірної Тринідаду і Тобаго.
На Кубку конфедерацій 2009 він взяв участь у чотирьох матчах і забив один гол у ворота збірної Єгипту на груповій стадії.
Після автокатастрофи восени 2009 року і тривалого відновлення за збірну більше не грав, провівши до того лише 17 матчів і забивши 4 голи.

## Статистика виступів
Станом на 27 жовтня 2016
| Клуб                   | Сезон             | Ліга  | Ліга | Кубок | Кубок | Кубок ліги | Кубок ліги | Конт. кубки | Конт. кубки | Всього | Всього |
| Клуб                   | Сезон             | Матчі | Голи | Матчі | Голи  | Матчі      | Голи       | Матчі       | Голи        | Матчі  | Голи   |
| ---------------------- | ----------------- | ----- | ---- | ----- | ----- | ---------- | ---------- | ----------- | ----------- | ------ | ------ |
| Гаммарбю               | 2007              | 20    | 3    | 0     | 0     | -          | -          | 8           | 1           | 28     | 4      |
| Гаммарбю               | 2008              | 27    | 14   | 4     | 1     | -          | -          | 0           | 0           | 31     | 15     |
| Гаммарбю               | 2009              | 9     | 4    | 2     | 3     | -          | -          | 0           | 0           | 11     | 7      |
| Гаммарбю               | Всього            | 56    | 21   | 6     | 4     | -          | -          | 8           | 1           | 70     | 26     |
| Сошо                   | 2009/10           | 8     | 2    | 0     | 0     | -          | -          | 0           | 0           | 8      | 2      |
| → Ді Сі Юнайтед        | 2011              | 26    | 11   | 0     | 0     | -          | -          | -           | -           | 26     | 11     |
| → Ді Сі Юнайтед        | Всього            | 26    | 11   | 0     | 0     | -          | -          | -           | -           | 26     | 11     |
| Сошо                   | 2011/12           | 2     | 0    | 0     | 0     | -          | -          | 0           | 0           | 2      | 0      |
| Сошо                   | Всього            | 10    | 2    | 0     | 0     | -          | -          | 0           | 0           | 10     | 2      |
| Раннерс                | 2012/13           | 23    | 0    | 3     | 0     | -          | -          | 0           | 0           | 26     | 0      |
| Раннерс                | Всього            | 23    | 0    | 3     | 0     | -          | -          | 0           | 0           | 26     | 0      |
| → Нью-Інгленд Революшн | 2013              | 4     | 0    | 0     | 0     | 0          | 0          | -           | -           | 4      | 0      |
| Нью-Інгленд Революшн   | 2014              | 18    | 3    | 0     | 0     | 5          | 4          | -           | -           | 23     | 7      |
| Нью-Інгленд Революшн   | 2015              | 33    | 10   | 0     | 0     | 1          | 0          | -           | -           | 34     | 10     |
| Нью-Інгленд Революшн   | 2016              | 9     | 1    | 0     | 0     | -          | -          | -           | -           | 9      | 1      |
| Нью-Інгленд Революшн   | Всього            | 64    | 14   | 0     | 0     | 6          | 4          | -           | -           | 70     | 18     |
| Філадельфія Юніон      | 2016              | 8     | 0    | -     | -     | 1          | 0          | -           | -           | 9      | 0      |
| Філадельфія Юніон      | 2017              | 0     | 0    | 0     | 0     | 0          | 0          | -           | -           | 0      | 0      |
| Філадельфія Юніон      | Всього            | 8     | 0    | 0     | 0     | 1          | 0          | -           | -           | 9      | 0      |
| Всього за кар'єру      | Всього за кар'єру | 187   | 48   | 9     | 4     | 7          | 4          | 8           | 1           | 211    | 57     |

## Особисте життя
13 жовтня 2009 року Девіс разом з двома своїми знайомими їхав рано вранці у бік Вашингтона, але втратив управління і врізався в металеву огорожу, внаслідок чого автомобіль розірвало навпіл. В результаті аварії загинула 22-х річна пасажирка. Сам Девіс отримав численні травми обличчя, переломи кісток правої ноги і ліктя, розрив сечового міхура і крововилив в мозок. Девіс через катастрофу пропустив чемпіонат світу 2010.
Навесні 2016 року у Девіса було діагностовано злоякісне новоутворення — ліпосаркома.

## Титули і досягнення
- Срібний призер Золотого кубка КОНКАКАФ: 2009